# 셔플 순열
조합론에서 셔플 순열(영어: shuffle permutation)은 카드의 셔플을 통하여 얻을 수 있는 순열이다.

## 정의
원순서 집합 {\displaystyle (X,\leq )}의 분할
{\displaystyle X=\bigsqcup _{i\in I}X_{i}}
이 주어졌다고 하자. 그렇다면, 이 분할에 대한 셔플 순열은  순열(전단사 함수)
{\displaystyle \sigma \colon X\to X}
가운데 다음 조건을 만족시키는 것이다.
{\displaystyle \left(x\leq x'\implies \sigma (x)\leq \sigma (x')\right)\qquad \forall i\in I\;\forall x,x'\in X_{i}}
이다. 이러한 셔플 순열의 집합을 {\displaystyle \operatorname {Sh} ((X_{i\in I})_{i\in I})}라고 한다.
특히, {\displaystyle \operatorname {Sh} (p,q)}는 전순서 집합 {\displaystyle \{1,2,\dotsc ,p+q\}}의 분할
{\displaystyle \{1,2,\dotsc ,p\}\sqcup \{p+1,\dotsc ,p+q\}}
대한 셔플 순열이다. 즉,
{\displaystyle \sigma (1)<\sigma (2)<\cdots <\sigma (p)}
{\displaystyle \sigma (p+1)<\sigma (p+2)<\cdots <\sigma (p+q)}
을 만족시키는 순열 {\displaystyle \sigma \in \operatorname {Sym} (p+q)}이다.

## 성질
{\displaystyle (p_{1},p_{2},\dotsc ,p_{k})}-셔플 순열의 수는
{\displaystyle |\operatorname {Sh} (p_{1},p_{2},\dotsc ,p_{k})|={\frac {(p_{1}+p_{2}+\dotsb +p_{k})!}{p_{1}!p_{2}!\dotsm p_{k}!}}}
이다.

## 응용
셔플 수열은 위상수학에서 완전 반대칭인 것들을 다룰 때 쓰인다. 예를 들어, 미분 형식의 쐐기곱은 셔플 순열들에 대한 합으로 나타낼 수 있다.

## 어원
{\displaystyle (p,q)}-셔플 순열은 {\displaystyle p+q}개의 카드를, 처음 {\displaystyle p}개의 카드 및 끝의 {\displaystyle q}개의 카드로 분리한 다음, 셔플을 하여 얻을 수 있는 순열이기 때문에 이러한 이름이 붙었다.